# 一日だけの恋人
一日だけの恋人 (タイ語: แฟนเดย์ แฟนกันแค่วันเดียว, RTGS: Fanday…Fan Kun Khae Wan Diaw,  英題: One Day)は、2016年タイ公開の恋愛ドラマ映画である。バンジョン・ピサンタナクーン監督。主演は、チャンタウィット・タナセーウィーおよび、ニッター・ジラヤンユン。憧れる片思いの女性が一時的な記憶喪失に陥ったとき、すべてをかけて1日だけでも彼女の恋人になろうとする男性の物語である。
2016年10月、バンジョンは2人の主演俳優とともに、シンガポールでこの映画のプロモーションを行った。ニッターはこれまでテレビで活動していたが、この映画が映画初出演となる。

## あらすじ
デンチャイ (チャンタウィット・タナセーウィー) は食品会社"タノンフード"のIT部門に勤める男性である。会社内のPC環境をサポートする仕事をしているが、直属の上司・ティーなどわずかな例外を除き、警備員や行きつけの飯屋の主人などほとんどの人から名前を覚えられないほど目立たない存在だった。誕生日を覚えているのも電話会社の自動サービスだけ。そんな中、唯一名前を呼んでもらった別部門の同僚、ヌイ (ニッター・ジラヤンユン) に恋をする。しかし数年間、彼女を目で追って好みを探るばかりで、彼女に自分の気持ちを伝える勇気はなかった。
実はヌイは会社社長であるトップと恋愛関係になり、そのことは部門内では公然の秘密だった。2015年のタノンフードの業績は非常に好調であり、2016年に行く社員旅行は北海道旅行となることがトップから社内の新年仮装パーティで発表される。北海道はヌイの憧れる雪まつりの開催される場所でもあった。トップはヌイとともに小樽観光に出かけ、ヌイにいつか結婚したいと話す。しかし、トップには妻がおり、ヌイとトップはいわば不倫関係にあった。
宿泊地であるスキー場で、デンチャイは上司とともに鐘を見つける。タイの旅行番組でも話題になったその鐘は「鳴らすと恋が叶う」として女性に人気の名所であった。デンチャイは何気なく「1日だけでいいからヌイとデートしたい」と祈る。
そのスキー場に、トップの妻・チューと子・タイパンが合流し、雪まつりを社員とともに観光する。ヌイは体調不良を装って雪まつり観光を取りやめる。チューはさらに夕食の場で、第二子を妊娠したことを高らかに告げた。
翌日、トップは家族を連れて買い物のため東京に向かい、他の社員もホテルを離れる。共にバスに乗ろうとしたデンチャイはヌイが部屋から降りてこないのに気が付き、バスに乗るのをやめてヌイを探したところ、館内をふらついているヌイを見つける。ヌイはカフェで旅行予定のリストを破り捨て、チャペルの結婚式を無言で見つめ、スキー服姿に着替えてゲレンデに向かった。頂上まで登るヌイを追いかけるデンチャイはしかしヌイを見失う。日が暮れても帰ってこないヌイを捜索隊が探し、発見されたヌイは入院する。目が覚めたヌイは、特に体に不調はないものの自分がなぜそこにいるのかがわからなくなっていた。医師はデンチャイに、ヌイが一過性全健忘という症状であること、治療方法はないが1日もあれば回復すること、しかし回復した時、記憶がなくなっていた時の記憶は逆になくなってしまうことを告げる。
ヌイはタノンフードに勤めてきた期間を含む、ここ4年間の記憶がなくなっていた。そのヌイにデンチャイは、自分はトップという名前で、3年前から付き合ってきたヌイの恋人であること、自分が社長である会社の社員旅行で北海道に来たこと、恋人同士の時間を作るために2人きりになったことを告白する。それらはトップの実情と彼がもともと予定していたことをベースに、デンチャイが必死の思いでついた嘘だった。さらに、社内新年仮装パーティのときに偶然見つけた体の特徴・左胸の下にアザがあることもデンチャイは語り、実家に電話したヌイが母親に「トップという人と付き合っていた」ことを聞き出したことでその場はなんとか収まる。
ヌイにとってデンチャイの顔は特に好きになるタイプではなかった。それでもデンチャイはヌイが捨てた"北海道でしたいこと"リストに従い、北海道旅行を進める。小樽では寿司店に向かい、ヌイの好物であるウニとハマチを食べる。登別では地獄谷を見学し、ヌイのために会社でこっそりしていた様々なことを告白する。さらに2人は函館に移動し、サル山温泉、函館山ロープウェイ、赤レンガ倉庫などを観光する。途中、八幡坂を歩いているとき、デンチャイへ電話会社の自動メッセージが届き、それを見たヌイはその日がデンチャイの誕生日であることを知る。また、観光のかたわら、デンチャイはヌイが集めているカプセルトイのフィギュア"ソラちゃん 冬の少女"のシークレットを狙って販売機のレバーを回す。
函館から札幌に戻ろうとした時、吹雪で鉄道がストップしてしまい、待合室も停電してしまう。ヌイは明かりとりのロウソクでデンチャイの誕生日を祝い、デンチャイは嵐が止むことを願ってロウソクを吹き消す。果たして鉄道は復旧し、ヌイとデンチャイは雪まつりを観光することが出来た。"ソラちゃん"もついにシークレットを引き当てる。それはどことなくデンチャイに似た、眼鏡をかけた雪だるまを抱きしめる"ソラちゃん"だった。
ホテルに戻ってきた2人は、チャペルの電気がついているのを発見して忍び込む。デンチャイは持っていたリング状のお菓子でプロポーズの指輪交換を持ちかけ、ヌイはそれを受け入れる。ヌイの部屋に戻ってきた2人はキスをし、ヌイはさらにその先に進もうとするが、デンチャイは驚きそれを止め、自分がついた嘘、つまり、自分がトップではないことについて告白する。告白を聞いたヌイは激怒し、デンチャイの荷物を窓から屋外に投げ捨て、デンチャイを部屋から追い出す。
投げ捨てられた荷物を拾っているデンチャイの元にヌイが現れる。復旧したスマートフォンにあった連絡先に電話をした時のトップの反応から、自分が愛人だったのではないかと疑ったのだった。デンチャイは自分が嘘をつくきっかけとなったヌイの事情――ヌイとトップの恋愛関係、トップが妻チューと離婚する気がないこと、それをヌイが表面的には理解したと言いつつ、スキー場で自殺を図ったこと――をすべて告白し、ヌイが困難な恋愛関係にあったこと、今日の自分もヌイに対して困難な恋愛関係に挑戦していたことを語る。話を聞いたヌイは、改めてデンチャイのことを受け入れ、トップと別れることを決意してトップの電話にSMSで伝言を残す。
今日のことは眠って目覚めたらすべて忘れてしまうと知ったヌイは、スマートフォンで、一番愛しているのはデンチャイであること、この動画を見てそれを思い出すよう告げる自撮り動画を撮影する。そしてデンチャイにも明日動画を自分に見せるよう頼む。デンチャイは新年仮装パーティの去り際に登別地獄谷でしたのと同じ告白をしてうまくいかなかった経験からそれがうまくいかないだろうと考えるが、ヌイの懇願に一応OKする。部屋に戻った2人がソファーで眠りについたあと、デンチャイはヌイをベッドに運び、スマートフォンからその動画を消去する。翌日、一人ベッドで起きたヌイは前の日の記憶が全くないことに気が付きホテルのフロントで問い合わせるが、そのホテルマンも前の日のことはほとんど知らなかった。前日の担当に聞く間もなくタイに帰るための飛行場へのバスが発車する。そのバスの中にはデンチャイもいたが、ヌイはデンチャイには気が付かなかった。伝言を見たトップはヌイに電話をかけ、昨日の伝言を忘れているヌイは改めて話をすることを了承する。
タイへの帰国後、ヌイは同僚から社員旅行の写真をコピーすることを頼まれる。接続ケーブルを借りにいったIT部門は社員が1名辞めて大忙しになっていた。ケーブルを接続してスマホの中身を見たヌイと同僚は、ヌイが参加していないはずの雪まつりの写真を見つける。そこには、心から雪まつりを楽しむヌイの姿を誰かが撮影した動画が入っていた。トップは一緒に雪まつりに行けなかったことを詫び、再び付き合いたいとヌイに話すが、ヌイはそれを受け入れなかった。

## キャスト
- チャンタウィット・タナセーウィー : デンチャイ
- ニッター・ジラヤンユン : ヌイ
- Thiraphat Sajakul : トップ
- Prim Bulakul : チュー
- Somyos Matures : ティー
- Sudthaathip Wouthichaipradit: ジョイ (ヌイと同部門の同僚)
- Rermthon Kemapech: トンナム (ヌイと同部門の同僚)
- Krit Sripoomseth: TV番組「Fan Pan Tae」の司会者
- 澤村和明 : 医師
- 山野久治 : 駅員

## ロケ地
札幌フィルムコミッションの特設ページに、北海道ロケ地の案内がある。

### 小樽
メルヘン交差点
ヌイがデンチャイに別れを告げる。
蒸気時計
トップが「魔法が使える」とヌイに言って時報のカウントダウンをする。
小樽オルゴール堂
ヌイとのデートがうまくいかないデンチャイが売り物を引っ掛けて落としてしまう。
小樽運河
社員旅行の集合写真を撮る。
小樽市立病院
遭難し救出されたヌイが目を覚ました病院。デンチャイは自分が恋人であると嘘をつく。
蘭島駅
函館にある駅という設定で登場。駅員に鉄道が運休していることを告げられる。
ひろせ商店
函館の駅隣接の売店という設定で登場。ヌイとデンチャイが嵐が止むのを待つ。

### キロロ
キロロ公式ホームページにもロケ地案内がある。
キロロスノーワールド
ヌイとトップほか、社員旅行の面々がスキーを楽しむ。
ニイサキロロの鐘
デンチャイが「1日だけでいいからヌイとデートしたい」と祈る。
長峰ヒュッテ「クレスト」
ホテル内に隣接するカフェという設定で登場。ヌイが旅行予定の紙を破り捨てる。
チャペル
デンチャイがヌイにプロポーズする。
キロロトリビュートポートフォリオホテル北海道
社員旅行の宿泊地。
シェラトン北海道キロロリゾート
ワールドビュッフェ「リビエルージュ」が社員旅行の夕食会場として使われる。
キロロタウン
チューの妊娠を知ったヌイがゲームセンターに逃げ込む。また、デートの終盤、ヌイが改めてデンチャイの告白を受け入れる。

### 札幌
大通公園
雪まつりの会場。社員旅行の面々は昼に、ヌイとデンチャイは夜に訪れる。
狸小路商店街
ヌイとトップほか、社員旅行の面々が北海道旅行を楽しむ。
ヴィレッジヴァンガード 札幌エスタ店
ヌイの集めている"コップのフチ子"によく似たカプセルトイのフィギュア"ソラちゃん"のシークレットが当たる。
北大正門前バス停
小樽にある病院最寄りのバス停という設定で登場。
薄利多賣半兵ヱ 札幌すすきのロビンソン向かいかつや隣2階店
小樽にある寿司屋という設定で登場。ヌイがウニとハマチのCセットわさび追加別盛り、デンチャイが焼きそばを注文する。

### 登別
地獄谷鉄泉池
寿司屋で北海道旅行をすることに決めたヌイとデンチャイが小樽を発って最初に向かった観光地。デンチャイがヌイのためにこっそりしていたことを告白する。

### 函館
函館山ロープウェイ
ヌイとデンチャイが函館の眺望を楽しむ。
金森赤レンガ倉庫
ヌイとデンチャイがソフトクリームを食べる。
函館市熱帯植物園
ヌイとデンチャイがサルの入る温泉を観光する。
八幡坂
ヌイが、デートした日がデンチャイの誕生日であることに気がつく。

## 日本での上映
この映画は、2018年5月現在まで一般上映されたり、日本語版DVD等が発売されたりはしていないが、以下の映画祭等で上映されている。
第12回大阪アジアン映画祭
2017年3月に開催された映画祭。3月5日、3月9日に上映された。邦題「一日だけの恋人」はこの時に命名されたものである。
タイ映画「One day」上映会 in 札幌
日・タイ修好130周年記念事業として、2017年3月24日に開催された。上映会には監督のバンジョン・ピサンタナクーン、主演男優のチャンタウィット・タナセーウィー、主演女優のニッター・ジラヤンユンが舞台挨拶をしている。

## 賞およびノミネート
| 年   | 賞                                             | 部門                                   | 対象者                                                  | 結果       |
| ---- | ---------------------------------------------- | -------------------------------------- | ------------------------------------------------------- | ---------- |
| 2017 | Dara Daily The Great Awards 2016               | Best Actress in a Leading Film of 2016 | Nittha Jirayungyurn                                     | 受賞       |
| 2017 | Dara Daily The Great Awards 2016               | Best Actor in a Leading Film of 2016   | Chantavit Dhanasevi                                     | 受賞       |
| 2017 | Dara Daily The Great Awards 2016               | Best Movie                             | One Day                                                 | 受賞       |
| 2017 | 26th Thailand National Film Association Awards | Best Movie                             | One Day                                                 | ノミネート |
| 2017 | 26th Thailand National Film Association Awards | Best Actress                           | Nittha Jirayungyurn                                     | 受賞       |
| 2017 | 26th Thailand National Film Association Awards | Best Actor                             | Chantavit Dhanasevi                                     | 受賞       |
| 2017 | 26th Thailand National Film Association Awards | Best Director                          | Banjong Pisanthanakun                                   | ノミネート |
| 2017 | 26th Thailand National Film Association Awards | Best Best Cinematography               | Narupon Sohkkanapituk                                   | ノミネート |
| 2017 | 26th Thailand National Film Association Awards | Best Film Editing                      | Chonlasit Upanigkit                                     | ノミネート |
| 2017 | 26th Thailand National Film Association Awards | Best Recording and Sound Mixing        | Kantana Sound Studio                                    | ノミネート |
| 2017 | 26th Thailand National Film Association Awards | Best Original Music Score              | Hua Lampong Riddim                                      | ノミネート |
| 2017 | 26th Thailand National Film Association Awards | Best Makeup Effects                    | Benjawan Sroy-in                                        | ノミネート |
| 2017 | 26th Thailand National Film Association Awards | Best Visual Effects                    | YGGDRAZIL Group Company Limited, Poster Company Limited | ノミネート |
| 2017 | MThai Toptalk About                            | Top Talk – About Movie                 | One Day                                                 | 受賞       |